# Guildhall

O Guildhall em 1805. Os prédios do lado esquerdo e do lado direito foram demolidos.

O Guildhall é um edifício na cidade de Londres, na beira do Cheapside e Basinghall Street. O edifício do século XVI passou por profundas mudanças desde o grande incêndio de 1666 e da Segunda Guerra Mundial. Foi a sede do município de Londres durante vários séculos, e hoje é o palácio cerimonial e administrativo da cidade de Londres (que não deve ser confundida com a Grande Londres, da qual ela é apenas uma pequena parte) da sua Corporação. O termo refere-se tanto a Guildhall como todo o edifício e ao seu grande salão construído em estilo medieval semelhante ao de muitas faculdades de Oxford.

## História
O grande salão se acredita estar em um sítio de uma Guildhall anterior (uma derivação possível para a palavra "Guildhall" é o anglo-saxão "Gild", ou seja, o pagamento, com um "Gild-hall" ser onde os cidadãos pagavam seus impostos). Durante o período romano, era o local de um anfiteatro, o maior da Britannia, restos parciais dos quais estão em exposição pública no porão da Guildhall Art Gallery e o contorno de cuja arena está marcado com um círculo preto na pavimentação da pátio em frente do salão. De fato, a localização do Guildhall saxão aqui foi provavelmente devido aos restos do anfiteatro. Escavações pelo MOLAS, em 2000, na entrada de Guildhall Yard expôs restos do grande portão do século XIII construído diretamente sobre a entrada sul do anfiteatro romano, o que levanta a possibilidade de que o suficiente da estrutura romana sobreviveu para influenciar a localização não só da portaria e da própria Guildhall, mas também da igreja de St Lawrence Jewry, cujo estranho alinhamento forma uma sombra elíptica do anfiteatro. A primeira referência documental a uma Guildhall de Londres é datada de 1128 e a cripta oeste do salão atual pode ser parte de um edifício de fim de século XIII. A lendária história britânica fez do sítio da Guildhall o local do palácio de Brutus de Tróia, rei dos bretões.

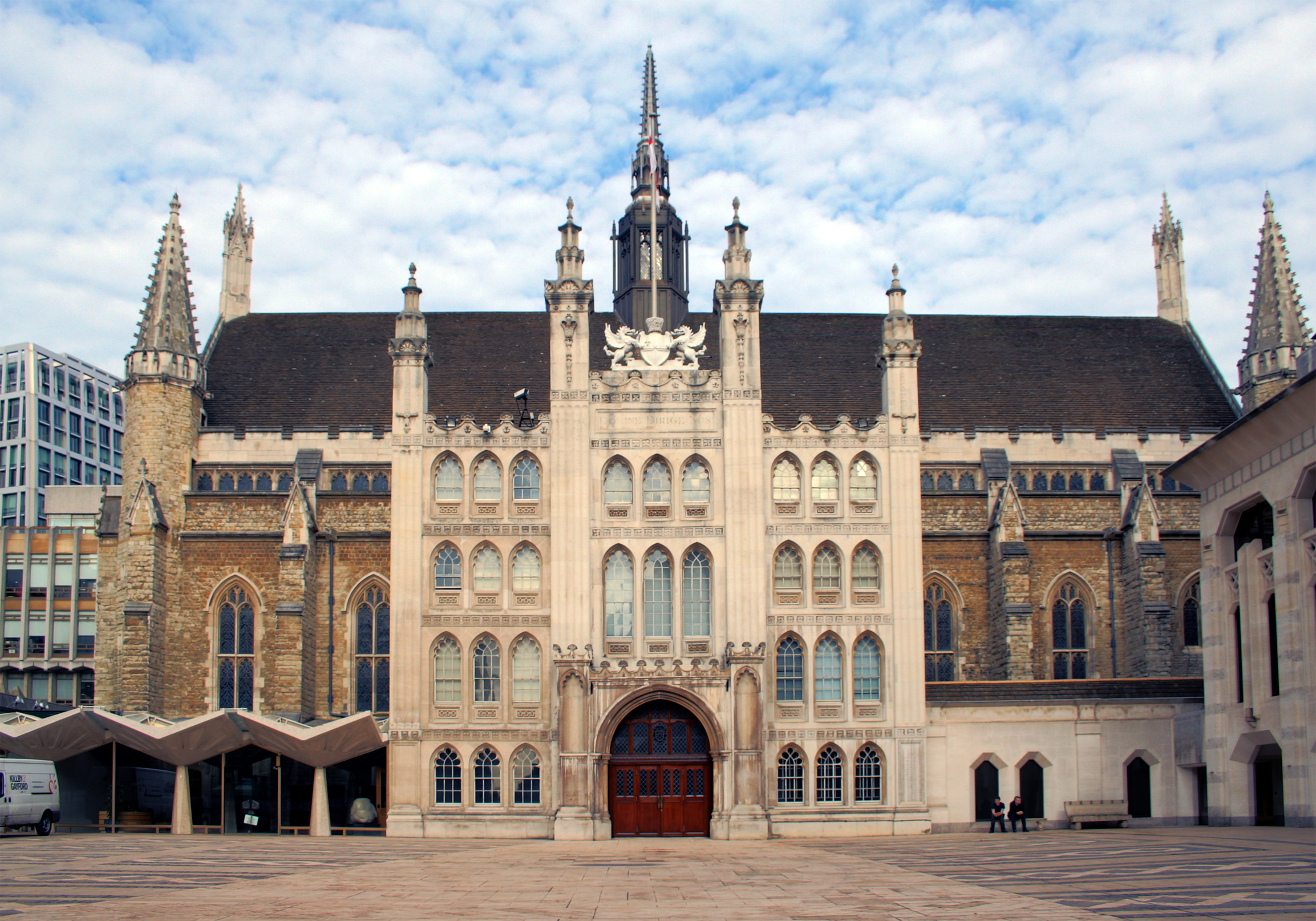
Frente, em 2012.

O atual edifício foi iniciado em 1411 e concluído em 1440, e é o único edifício de pedra não pertencente à Igreja que sobreviveu até o presente. O complexo contém vários outros interiores históricos, além do salão, incluindo as grandes criptas medievais, a antiga biblioteca e da sala de impressão, os quais agora são usados como salas de eventos.
Julgamentos feitos nesta sala têm incluído os de Anne Askew (mártir protestante), Henry Howard, conde de Surrey, Sir Nicholas Throckmorton, Lady Jane Grey, Guildford Dudley, Tomás Cranmer, John Felton (católica), Rodrigo Lopes, Henry Garnet (em conexão com a conspiração da pólvora) e contém memoriais para Pitt, o Velho, Pitt, o Novo, o almirante Lord Nelson, o duque de Wellington e Winston Churchill. Ele também desempenhou um papel em 1450 na Rebelião de Jack Cade. Em 16 de novembro de 1848, a pianista Frédéric Chopin fez sua última aparição pública em uma plataforma de concerto ali.
O Grande Salão não escapou completamente dos danos em 1666; foi parcialmente restaurado - com um telhado plano - em 1670. A presente grande entrada (ala leste da frente sul), em "Hindoostani Gothic", foi acrescentado em 1788 por George Dance (e restaurado em 1910). A mais extensa restauração do que a de 1670 foi concluída em 1866 pela cidade de Londres pelas mãos do arquiteto Sir Horace Jones, que acrescentou um novo telhado de madeira em estreita consonância com o original. Esta substituição foi destruída durante o Segundo Grande Incêndio de Londres, na noite de 29/30 de dezembro de 1940, o resultado de um ataque da Luftwaffe. Foi substituído em 1954 durante os trabalhos desenhados por Sir Giles Gilbert Scott.

## Atualidade
A administração do dia-a-dia da City of London Corporation agora é conduzida a partir de modernos edifícios imediatamente ao norte de Guildhall, mas a própria Guildhall e os interiores históricos adjacentes ainda são usados para funções oficiais, e é aberto ao público durante o fim de semana da Open House London anual. A Guildhall Art Gallery foi adicionado ao complexo na década de 1990. O Museu e Biblioteca Guildhall dos Relojoeiros, uma biblioteca de referência público com coleções especializadas em Londres, que incluem material do século XI em diante, também estão alojados no complexo.